# Epidendrum foldatsii
Epidendrum foldatsii är en orkidéart som beskrevs av Eric Hágsater och Germán Carnevali. Epidendrum foldatsii ingår i släktet Epidendrum och familjen orkidéer. Inga underarter finns listade i Catalogue of Life.